# Campeonato Argentino de Mayores (rugby)
El Campeonato Argentino de Mayores (también conocido como Campeonato Argentino de Rugby, Argentino de Mayores, Argentino de Uniones o Argentino de Provincias) fue una competición anual de rugby para los seleccionados representativos de las uniones provinciales afiliadas a la Unión Argentina de Rugby. Fue un certamen estrictamente amateur, en el que podían participar solamente jugadores de clubes argentinos. 
El torneo se disputó por primera vez en 1945, organizado por la Unión de Rugby del Río de la Plata (actual Unión Argentina de Rugby) con la intención de difundir el deporte en el "interior" del país y estrechar los lazos con las distintas regiones.
A pesar de la denominación, el torneo no fue una competición estrictamente provincial, ya que los uniones miembros de la Unión Argentina de Rugby no representan estrictamente a cada una de las provincias. Algunas uniones representan a más de una provincia (por ejemplo URNE representa a Chaco y Corrientes) y otras sólo a una parte de ella (como la URBA en el Gran Buenos Aires).
El seleccionado de Buenos Aires es el que más veces levantó el trofeo, consiguiendo el título en 37 oportunidades (25 representando a la UAR y 12 representando a la Unión de Rugby de Buenos Aires). Se destaca también el seleccionado de la Unión de Rugby de Tucumán, conocida como la Naranja, disputado un total de 24 finales y siendo el segundo equipo más ganador del torneo con 11 títulos. La selección de la Unión Cordobesa de Rugby también sobresale con 7 campeonatos obtenidos. 
Tras perder prioridad en sus últimos años, la última edición del torneo se jugó en 2017, tras lo cual la Unión Argentina de Rugby decidió suspender el torneo con la intención de darle prioridad a los torneos de clubes.

## Equipos participantes

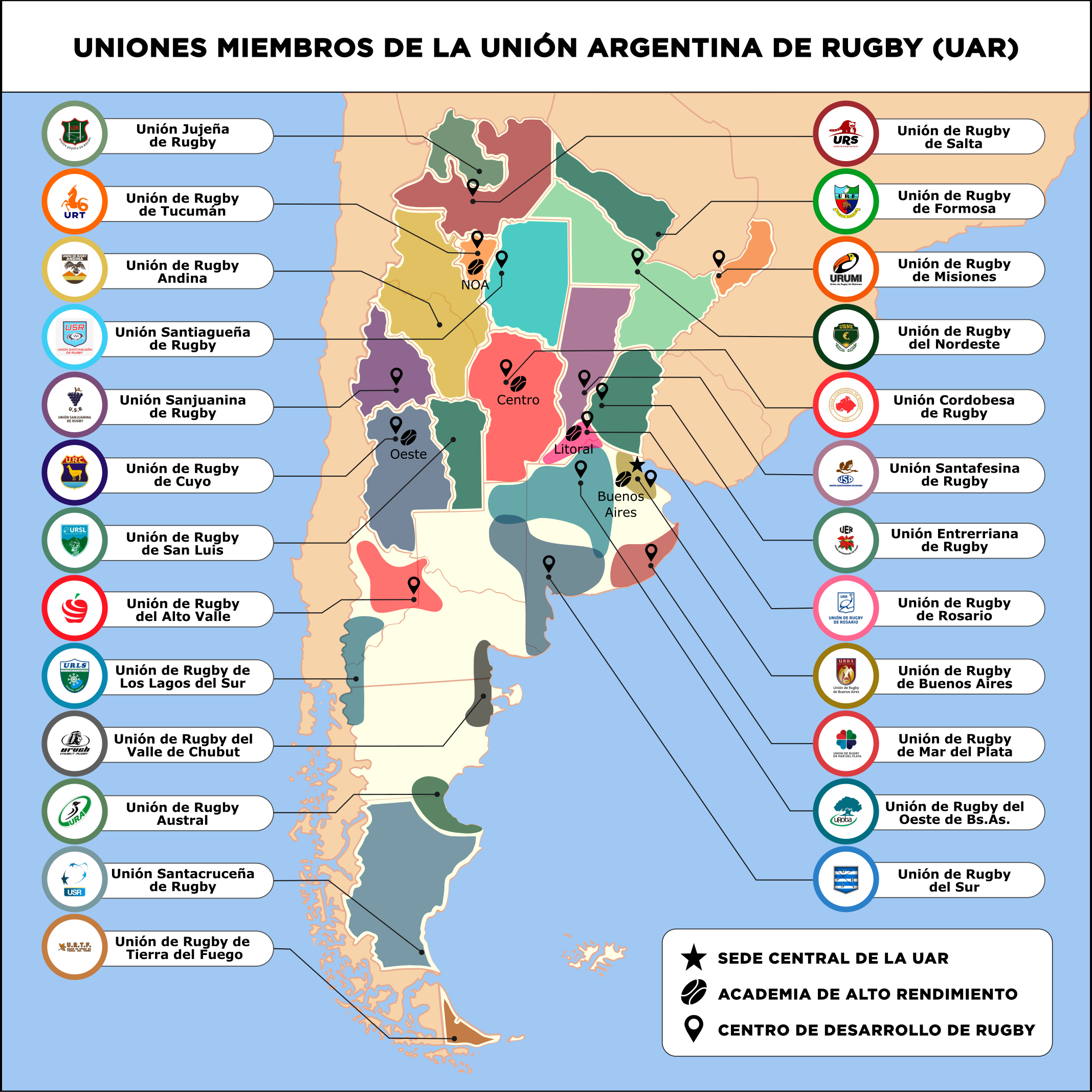
Uniones regionales miembros de la UAR (2023).

El Campeonato Argentino de Mayores reunió a las selecciones de las uniones provinciales afiliadas a la Unión Argentina de Rugby. Todas las uniones actualmente afiliadas (25) llegaron a participar del torneo a lo largo de su historia.
Entre 1945 y 1996, la propia Unión Argentina de Rugby formó parte del torneo, participando con seleccionados que representaron a los clubes directamente afiliados a la entidad nacional, los cuales residían generalmente en el área del Gran Buenos Aires. La UAR participó originalmente con dos seleccionados: Capital (representando a los clubes en la Ciudad de Buenos Aires) y Provincia (representando a los clubes en la Provincia de Buenos Aires). A partir de 1961, estos seleccionados fueron unificados en un solo equipo: el seleccionado de Buenos Aires. En 1995, los clubes directamente afiliados a la Unión Argentina de Rugby se escindieron y crearon su propia unión provincial, la Unión de Rugby de Buenos Aires (URBA), la cual pasó a estar cargo del seleccionado de Buenos Aires. La UAR pasó a tener un rol meramente organizativo en el torneo a partir de entonces.
En la temporada 2012 comenzaron a integrarse los seleccionados de otros países sudamericanos a través de un torneo clasificatorio. En el 2015 la Unión de Rugby del Uruguay fue integrada de forma plena en el torneo con la introducción de Uruguay XV en la Zona Ascenso B (tercera división). En 2016, la selección de rugby de Paraguay fue integrada en la Zona Desarrollo (cuarta división).

### Última temporada
Durante la última temporada del torneo, los veintisiete equipos participantes (veinticinco uniones provinciales y dos seleccionados nacionales invitados) se encontraban divididos en cuatro niveles, determinados por sus clasificaciones en temporadas anteriores.